# Economía de Argelia
Argelia es uno de los principales productores de petróleo y gas del continente, y la tercera potencia económica en cuanto a PIB PPA, 268,9 mil millones (2007).
Al igual que muchas de las economías de la OPEP depende en gran medida de sus exportaciones de petróleo y las fluctuaciones de este, en el mercado internacional.
La transición de una economía planificada a una de mercado aún está en proceso, muchas de las industrias y servicios continúan en manos del estado.
Para el año 2001 el gobierno de Abdelaziz Bouteflika anunció reformas para abrirse a los inversores y liberalizar varios sectores.
Debido a los ingresos del petróleo y el gas, Argelia cuenta con una buena infraestructura así como un nivel de vida aceptable.
El crecimiento de Argelia en 2013 fue de un 2,6 debido a la gran demanda interna y las demandas públicas cada vez más relevantes. En cambio, el petróleo y el gas cayó.

## Comercio exterior
En 2020, el país fue el 60o exportador más grande del mundo (US $ 34,7 mil millones, 0,2% del total mundial). En la suma de bienes y servicios exportados, alcanza los US $ 37,5 mil millones, ubicándose en el puesto 62 del mundo. En términos de importaciones, en 2019 fue el 57º mayor importador del mundo: 40.400 millones de dólares.

## Sector primario

### Agricultura
Argelia produjo, en 2018:

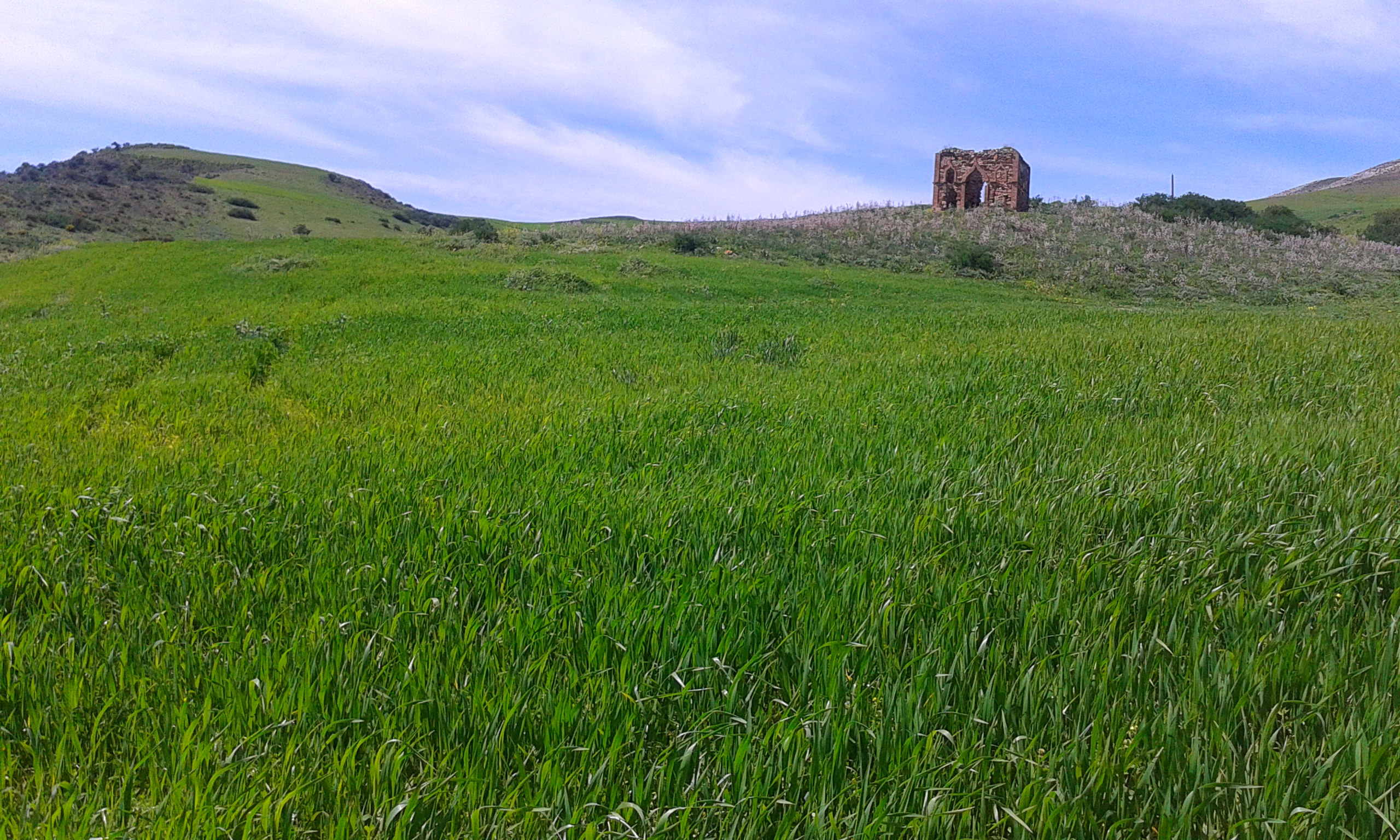
Campos de trigo, Guelma, Argelia

- 4,6 millones de toneladas de patata (el 17º productor mundial);
- 3,9 millones de toneladas de trigo;
- 2 millones de toneladas de sandía (sexto productor más grande del mundo);
- 1,9 millones de toneladas de cebada (decimoctavo productor mundial);
- 1,4 millones de toneladas de cebolla (el 16º productor mundial);
- 1,3 millones de toneladas de tomate (18º productor mundial);
- 1,1 millones de toneladas de naranja (el 14º productor mundial);
- 1 millón de toneladas de dátil (cuarto productor más grande del mundo, solo superado por Egipto, Arabia Saudita e Irán);
- 860 mil toneladas de aceitunas (sexto productor mundial);
- 651 mil toneladas de pimienta;
- 502 mil toneladas de uva;
- 431 mil toneladas de zanahoria;
- 388 mil toneladas de calabaza;
- 262 mil toneladas de mandarina;
- 242 mil toneladas de albaricoque (cuarto productor mundial, solo superado por Turquía, Irán y Uzbekistán);
- 207 mil toneladas de coliflor y brócoli;
- 202 mil toneladas de ajo;
- 200 mil toneladas de pera;
- 193 mil toneladas de pepino;
- 190 mil toneladas de melocotón;
- 186 mil toneladas de guisante;
- 181 mil toneladas de berenjena;
- 124 mil toneladas de alcachofa (5º productor mundial, perdiendo solo ante Italia, Egipto, España y Perú);
- 118 mil toneladas de avena;
- 111 mil toneladas de ciruela (vigésimo mayor productor del mundo);
- 109 mil toneladas de higo (cuarto productor mundial, solo superado por Turquía, Egipto y Marruecos);

Además de pequeñas producciones de otros productos agrícolas.

#### Ganadería

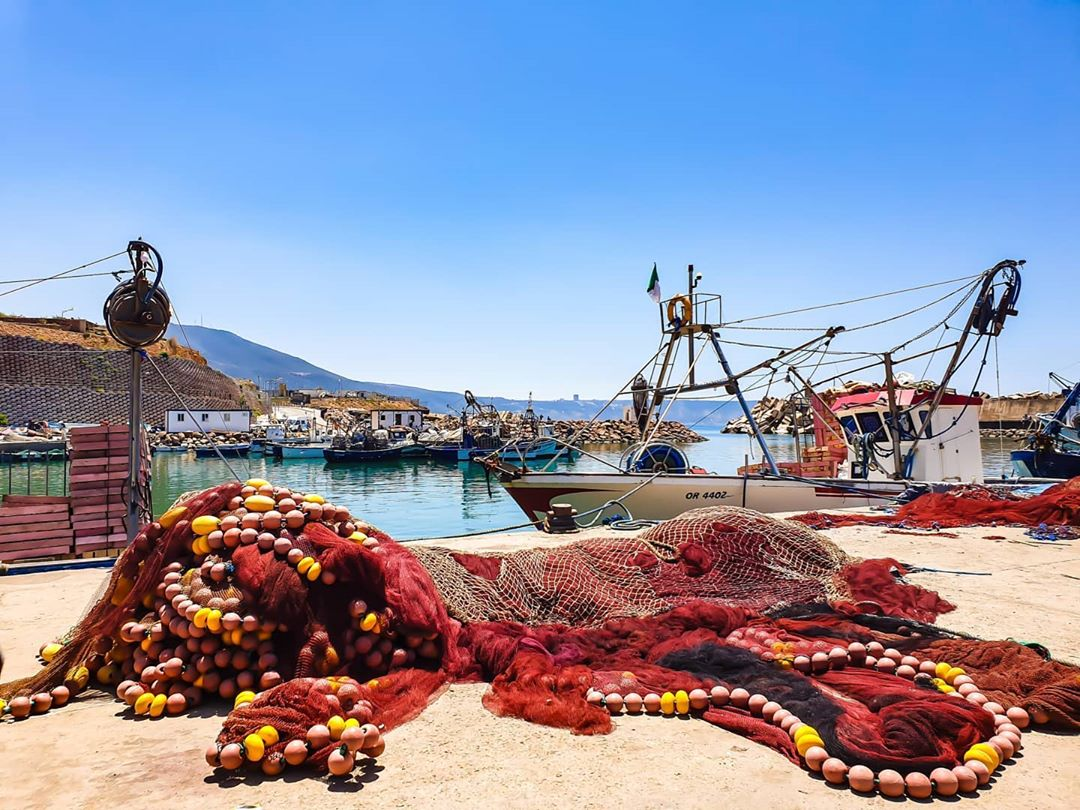
Puerto pesquero de Kristel

En ganadería, Argelia produjo, en 2019, 2.500 millones de litros de leche de vaca; 264 mil toneladas de carne de pollo; 146 mil toneladas de carne de vacuno, entre otros.
Argelia captura cerca de 230.000 toneladas de pescado al año, según el Ministerio de Pesca y Recursos Pesqueros. Las especies de peces más consumidas son: peces demersales, pequeños pelágicos, grandes pelágicos, tiburones y tiburones, crustáceos y moluscos. 

## Sector secundario

### Industria

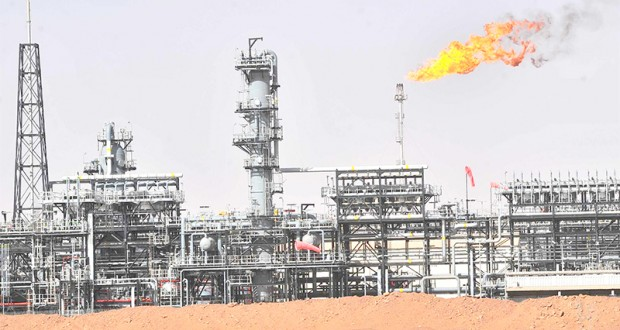
Industria petrolera extrayendo gas natural en Argelia

El Banco Mundial enumera los principales países productores cada año, según el valor total de la producción. Según la lista de 2019, Argelia tenía la 43a industria más valiosa del mundo (40,7 mil millones de dólares).
En 2019, Argelia fue el 39.º productor mundial de  vehículos en el mundo (60 mil) y no produjo acero. El país fue el noveno productor mundial de aceite de oliva en 2018.

### Energía

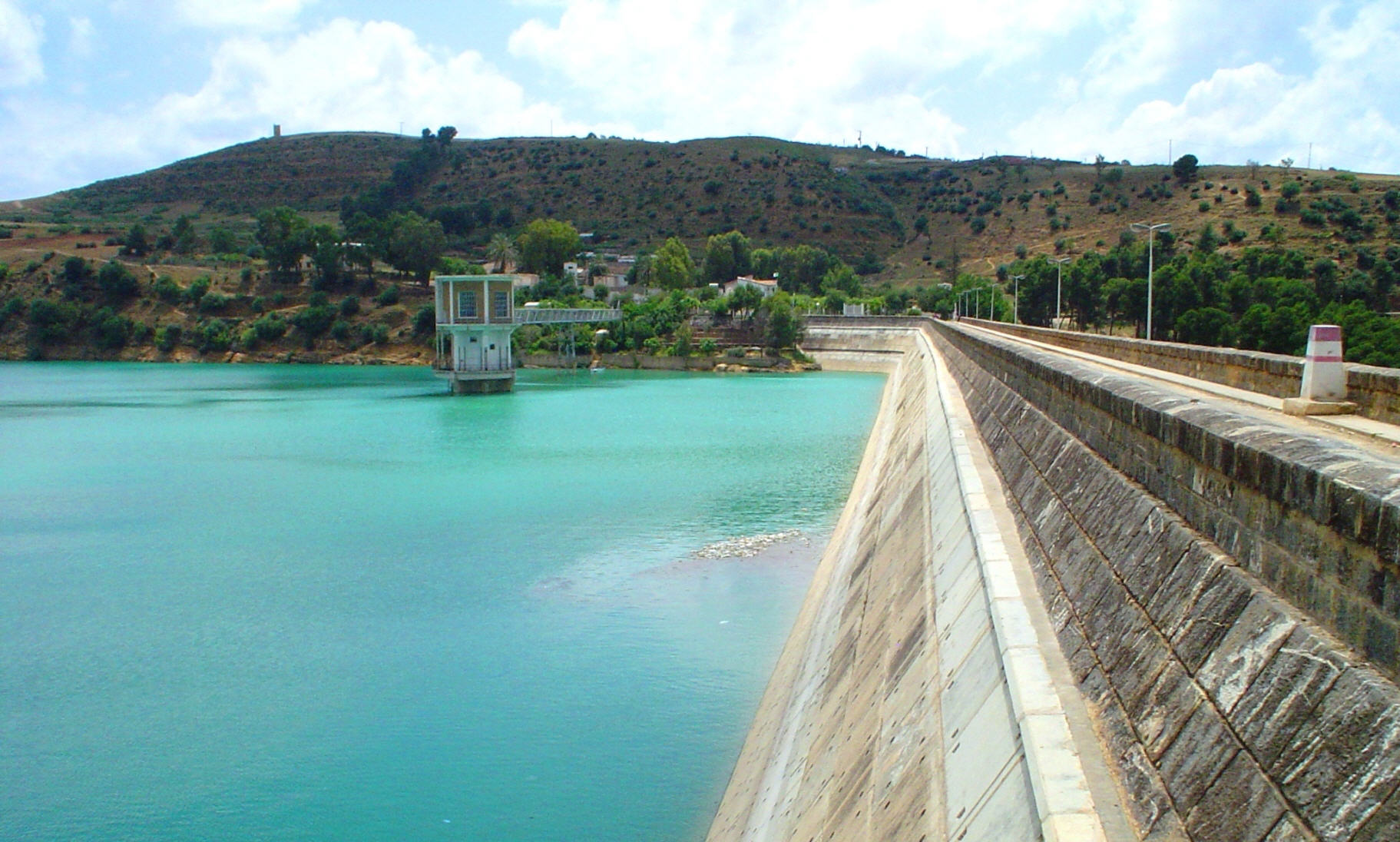
Presa Ghrib en Argelia

En energías no renovables, en 2020, el país fue el 17º productor mundial de petróleo, 1,1 millones de barriles / día. En 2019, el país consumió 454 mil barriles / día (34 ° consumidor más grande del mundo). El país fue el decimoséptimo exportador de petróleo del mundo en 2014 (798,9 mil barriles / día). En 2015, Argelia fue el undécimo productor mundial de gas natural, 83.000 millones de m3 al año. En 2015, fue el séptimo exportador de gas más grande del mundo (43.4 mil millones de m3 por año) El país no produce carbón.
En energías renovables, en 2020, Argelia no produjo energía eólica, y fue el 47º productor mundial de energía solar, con 0,4 GW de potencia instalada.

### Minería

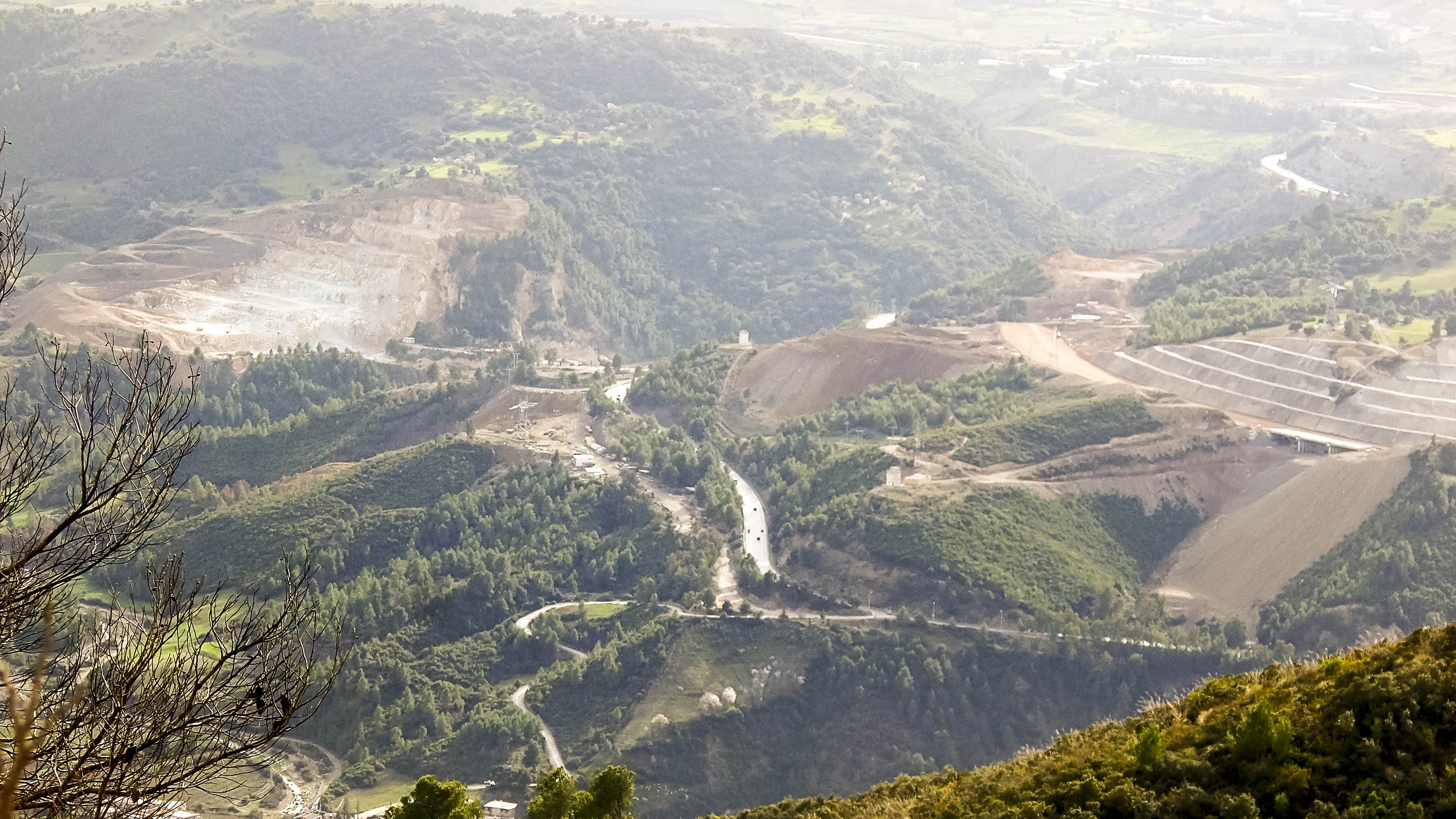
Cantera de yeso en Argelia

En 2019, el país fue el 17o productor mundial de yeso y el 19º productor mundial de fosfato.

## Sector terciario

### Turismo
El turismo en el país es pequeño. En 2017, Argelia recibió la visita de 2,4 millones de turistas internacionales. Los ingresos por turismo este año fueron de $ 0.1 mil millones.

## Historia Económica

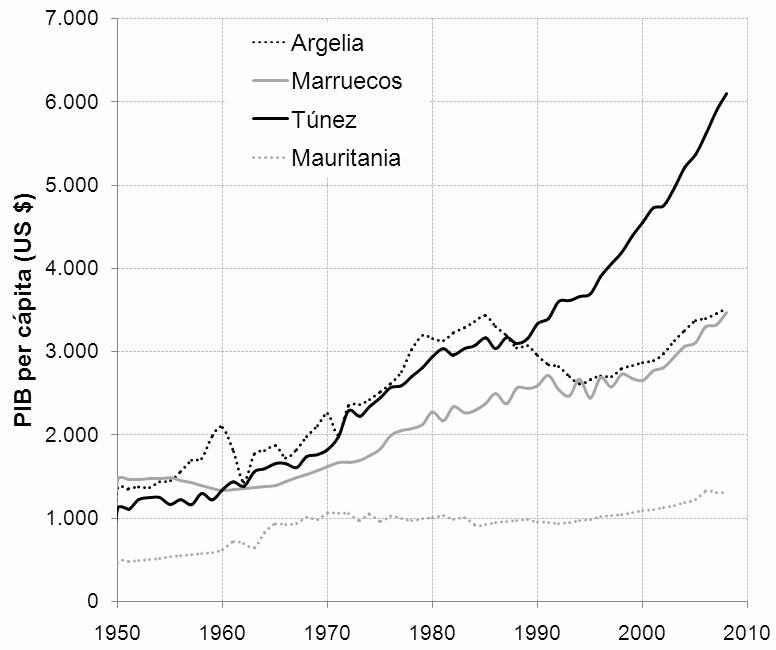
Comparación del PIB per cápita nominal de Argelia, Mauritania, Marruecos y Túnez, durante el siglo XX, basado en World Population, GDP and Per Capita GDP, 1-2010 AD.